# Église Saint-Pierre d'Armoy
L'église Saint-Pierre d'Armoy est un lieu de culte catholique, situé en Haute-Savoie, sur la commune d'Armoy.

## Historique
L'église primitive est édifiée entre le XIe siècle et le XIIe siècle.
La paroisse d'Armoy est groupée avec celle du Lyaud. L'église et ses annexes sont unies au chapitre de Saint-Pierre de Genève en 1494.
Une simple chapelle dédiée à saint Nicolas et saint Christophe se dressait sur le village du Lyaud.
Au XVe siècle, une querelle est survenue entre le curé d'Armoy et les paroissiens de Féternes au sujet d'une coupe de bois dans la forêt s'étendant de l'édifice jusqu'à la Dranse, ce qui a provoqué une longue tension entre ces paroisses et les habitants de ses deux communes.
Les paroisses d'Armoy et du Lyaud ont été séparées en 1844, alors que ses communes n'ont fait scission qu'en 1867.
L'église est détruite par un incendie en 1888.
Des travaux en 1977 ont permis de découvrir une crypte datant du XIIIe siècle. Celle-ci n'a pas fait l'objet d'une étude.

## Description
L'église est composée de deux parties. Le chevet, qui date de l'église primitive et qui ne peut être daté, semble être une survivance de style roman. La nef ainsi que le clocher porche sont quant à eux plus récents. Une inscription indique la date de 1815,.
Dans l'église, on trouve une inscription portant la date « 1699 » sur un bénitier.

## Galerie

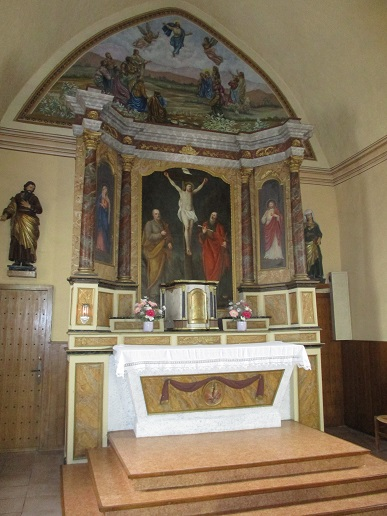
Autel.
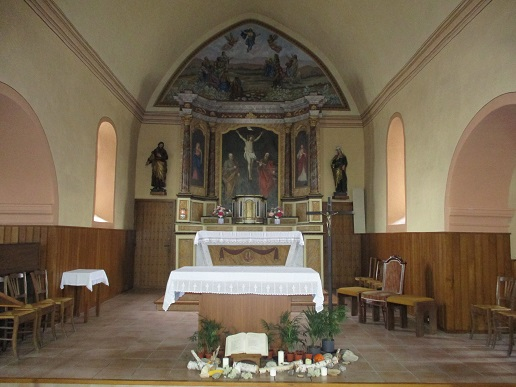
Chœur.
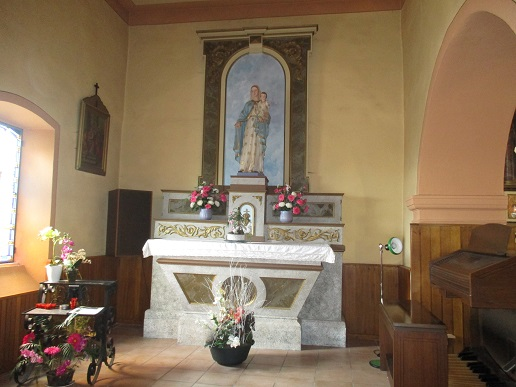
Chapelle gauche.
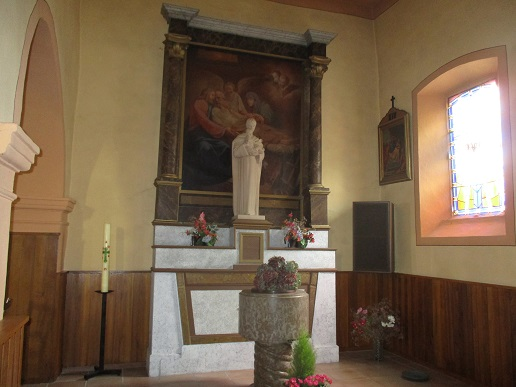
Chapelle droite.
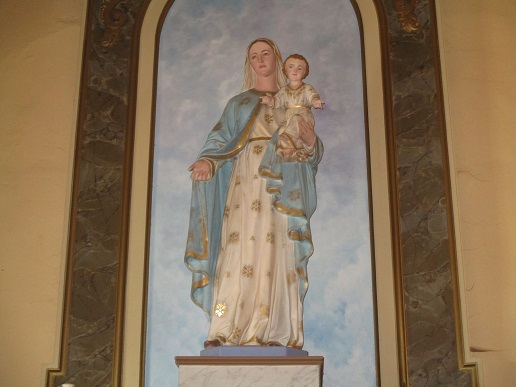
Vierge Marie.

## Sources et références
1. 1 2 3 4  CAUE74 2008.
2. 1 2 3  Oursel 2007, p. 36.
3. ↑  Chablais 1980, p. 137.